# 近藤誠一 (プロ雀士)
近藤 誠一（こんどう せいいち、1963年8月1日 - ）は競技麻雀のプロ雀士。最高位戦日本プロ麻雀協会副代表。Mリーグでは2022-23シーズンまでセガサミーフェニックスに選手として所属し、2023-24シーズンからは同チームの監督を務める。愛称は「夢芝居」「大魔神の系譜」「せいちゃん」「不死鳥のお父ちゃん」｢銭湯民族｣。

## 経歴
兵庫県尼崎市出身。兵庫県立鳴尾高等学校を経て、静岡大学工学部電気工学科（応用数学講座）に進む。大学時代から麻雀に親しみ、卒業後は一旦ユニリーバ・ジャパンに就職するが、1988年に学生時代から憧れの金子正輝と麻雀を打ちたいと最高位のプロ試験を受けるものの不合格。一旦麻雀から離れ、佐鳴学院（現：佐鳴予備校）の数学講師を務める。
その後、家業である近藤塾の経営に携わるも、1997年に再び最高位プロ試験を受験し合格、33歳にして最高位に入会（第22期）。同期は村上淳と渡辺洋香。
2004年、Aリーグに昇級。
タイトルには長年縁がなかったが、2012年に49歳にして最高位となり初タイトルを獲得すると、2016年には第13回モンド王座決定戦で優勝。2018年8月5日には麻雀駅伝団体最終日に村上淳と共に登板し、ワンツーフィニッシュを決め188ポイント差を1日で逆転し、最高位戦を優勝に導く。
2018年8月7日、セガサミーフェニックスから2位指名を受け、Mリーガーとなる。同年10月11日第1試合でMリーガー21人で最後の出場を果たすと、リーグ初の2連勝を飾りチームが抱えていたマイナスポイントをほぼ0にした。
2018年11月28日、自身4回目の最高位を獲得。4回の最高位獲得は10回の飯田正人に次ぐ歴代2位タイ（もう一人は金子正輝）である。更に同年12月9日には最強戦で優勝。現役最高位であったことから、飯田正人（1995年度）、張敏賢（2008年度）に続き3人目の「最高かつ最強」となった。
Mリーグ2019-20では4着回避率のタイトルを獲得。2020年1月30日には74局連続無放銃のMリーグ記録（当時）も達成。同年はMVPを獲得したチームメイトの魚谷侑未とともにチームをひっぱり、レギュラーシーズンは2位に200ポイント差の圧倒的1位となるものの、ファイナルシーズンで敗れチームは2位となった。
Mリーグ2021-22では、わずか2ポイント差の2位で迎えたファイナルシーズン最終日に連闘で登板。フリテンでの倍満ツモなどでKADOKAWAサクラナイツ堀慎吾を最後まで追い詰めるものの、惜しくも届かず、チームは2位となった。このシーズンもポストシーズン4月22日に71局連続無放銃を達成。
2021年3月、最高位戦日本プロ麻雀協会の副代表に就任。
Mリーグ2022-23シーズン終了をもって、セガサミーフェニックスとの選手契約を満了し、翌シーズンより同チームの監督に就任することを発表した。2022-23シーズン当初から慢性的な頭痛があって体調を整えられないことを理由に近藤から選手引退を申し出たもので、監督就任も同様の理由で固辞していたが、チーム側が活動をフォローすることを理由に監督就任を受け入れた。プロ雀士としての活動も最高位戦A1リーグ以外は麻雀最強戦とモンド名人戦程度に絞り、活動をセーブする方向であるという。
最高位戦A1リーグは、2024年度の第49期の開幕前に、体調面の問題から同期をもってリーグ戦からの勇退を示唆していたが、同年8月頃より体調が回復したことで、2025年1月8日に勇退を撤回し第50期のA1リーグに出場することを表明した。　
2025年5月2日にセガサミーフェニックス公式XにMリーグ2024-25シーズンセミファイナル終了後に今季限りでの監督退任を発表。ファイナル終了後についても、最高位戦のタイトル戦に出場をしながら、Mリーグでの選手復帰を目指す事も発表。監督としての1年目はレギュラーシーズンを9位で敗退するも、2年目はチームをまとめ上げレギュラーシーズンを突破し、セミファイナルも3位で通過。ファイナルでは醍醐を集中的に起用しトップ2チームに肉薄、チーム初優勝に導いた。授賞式では、チーム関係者から胴上げされ有終の美を飾った。
ファイナルが終わった2025年5月19日に最高位戦日本プロ麻雀協会からの団体推薦でMトーナメントに出場が決定する。

## 人物
- 好きなものはビールと温泉[13]。ビールについては「(ビールを飲む)このために生きているような気がします」と言うほど愛している[13]。
- 落ち着いて打つときは黒、暴れてやるという意気込みの時は赤の勝負パンツをはく[14]。
- 独身で2003年から彼女がいない。新宿から徒歩20分、家賃6万5000円の住まいで20年以上生活している[13]。
- ファンの間で、俳優・梅沢富美男に似ていることから、高打点のアガリを決めたり勝利者インタビューでは、梅沢の代表曲にかけて「夢芝居」コメントが寄せられる[15]。
- サウスポーとして知られるが、ペンや箸は右手を使う（幼少期に矯正されたため）。理性を司る左脳と感覚を司る右脳という概念を信じており、今は感覚を最優先で打とうと思っているので、左手で麻雀を打ちたいと述べている[16]。
- 気合が入ったツモのときには「カッ！！」と声が出る[17]。
- Mリーグ2020レギュラーシーズンの2021年3月4日の第2試合で、オーラスでトップの園田賢（赤坂ドリブンズ）と2万100点差の状況で「立直・一発・ツモ・平和・断幺九・一盃口・赤・裏1」の倍満を七萬で自摸り大逆転トップを獲得[18]。さらに監督時代のMリーグ2024-25ファイナルでは、最終日となった2025年5月16日の第2試合、醍醐大がオーラスで一旦聴牌を外した直後に七萬が重なり、直後に園田から嵌七筒を和了りシーズン優勝を決めた[19]。これらの出来事からフェニックスのファンの間では「七萬はフェニックスの守り神」と話題になっている。
- 飯田正人に私淑している。「大魔神の系譜」は飯田のニックネームに因んでいる。

## 雀風
- 『大きく打って大きく勝つ』のフレーズに表されるように、観る人を惹きつける華やかさが持ち味。
- メンゼン派で、仕上げる時にはとことん高目を追求していく高打点スタイル。
- 膨大な経験と基礎に裏付けられた重厚な打ち方と、気合の入ったモーションから、崇拝する打ち手も多い。
- 好きな手役は七対子。

## タイトル
- モンド王座 (第13回)
- 最高位 (第37期・第40期・第41期・第43期)
- 最強位 (第29期)

## Mリーグの戦績
2018年 ドラフト会議でセガサミーフェニックスから2位指名された。前述のとおり、10月11日に初登板でリーグ初の個人2連勝12月後半から2019年1月にかけて調子を落としたが、1月25日に2連勝、2月2日の第1試合でも勝利しチームのファイナルシリーズ進出に望みをつないだ。なお、この日の第2試合では東四局の自身の親番の配牌が十三不塔となる珍事があった。レギュラーシーズン最終戦となる2月12日の第2試合では、チームのファイナルシリーズ進出が絶望的となる中、チームの最下位転落を回避するトップを取りシーズンを終えた。

### Mリーグ成績
| シーズン | チーム                 | 半荘 | 個人スコア | 個人スコア | 個人スコア | 最高スコア | 最高スコア | 4着回避率 | 4着回避率 | 連対率 | トップ率 | 平均 着順 | 1着 | 1.5 | 2着 | 2.5 | 3着 | 3.5 | 4着 | 参照   |
| シーズン | チーム                 | 半荘 | Pt         | 順位       | 平均       | 点         | 順位       | 率        | 順位      | 連対率 | トップ率 | 平均 着順 | 1着 | 1.5 | 2着 | 2.5 | 3着 | 3.5 | 4着 | 参照   |
| -------- | ---------------------- | ---- | ---------- | ---------- | ---------- | ---------- | ---------- | --------- | --------- | ------ | -------- | --------- | --- | --- | --- | --- | --- | --- | --- | ------ |
| 2018-19  | セガサミーフェニックス | 24   | 144.4      | 5/21       | 6.0        | 55,500     | ――         | 0.71      | 13T/21    | 58.3%  | 33.3%    | 2.38      | 8   | 0   | 6   | 0   | 3   | 0   | 7   | [ 25 ] |
| 2019-20  | セガサミーフェニックス | 22   | 332.0      | 3/29       | 15.1       | 56,200     | 12/29      | 0.9545    | 1/29      | 63.6%  | 31.8%    | 2.09      | 7   | 0   | 7   | 0   | 7   | 0   | 1   | [ 26 ] |
| 2020-21  | セガサミーフェニックス | 22   | ▲46.7      | 18/30      | ▲2.1       | 53,600     | 19/30      | 0.6818    | 23/30     | 45.5%  | 31.8%    | 2.55      | 7   | 0   | 3   | 0   | 5   | 0   | 7   | [ 27 ] |
| 2021-22  | セガサミーフェニックス | 22   | 5.4        | 18/32      | 0.2        | 64,400     | 9/32       | 0.7273    | 16/32     | 45.5%  | 27.3%    | 2.55      | 6   | 0   | 4   | 0   | 6   | 0   | 6   | [ 28 ] |
| 2022-23  | セガサミーフェニックス | 21   | ▲195.9     | 28/32      | ▲9.3       | 53,300     | 23/32      | 0.6667    | 26T/32    | 47.6%  | 19.0%    | 2.67      | 4   | 0   | 6   | 0   | 4   | 0   | 7   | [ 29 ] |
| 通算     | 通算                   | 111  | 239.2      | 239.2      | 2.2        | 64,400     | 64,400     | 74.8%     | 74.8%     | 52.3%  | 28.8%    | 2.44      | 32  | 0   | 26  | 0   | 25  | 0   | 28  |        |

- 個人賞は規定打荘数（20半荘）以上の選手が対象
- 着順の1.5、2.5、3.5は1着同着、2着同着、3着同着
- 2019年シーズンから最高スコアが表彰対象に

| シーズン               | チーム                 | 半荘                   | 個人スコア             | 個人スコア             | 最高スコア             | 4着回避率              | 連対率                 | トップ率               | 平着                   | 1着                    | 1.5                    | 2着                    | 2.5                    | 3着                    | 3.5                    | 4着                    |                        |
| シーズン               | チーム                 | 半荘                   | Pt                     | 平均                   | 最高スコア             | 4着回避率              | 連対率                 | トップ率               | 平着                   | 1着                    | 1.5                    | 2着                    | 2.5                    | 3着                    | 3.5                    | 4着                    |                        |
| セミファイナルシリーズ | セミファイナルシリーズ | セミファイナルシリーズ | セミファイナルシリーズ | セミファイナルシリーズ | セミファイナルシリーズ | セミファイナルシリーズ | セミファイナルシリーズ | セミファイナルシリーズ | セミファイナルシリーズ | セミファイナルシリーズ | セミファイナルシリーズ | セミファイナルシリーズ | セミファイナルシリーズ | セミファイナルシリーズ | セミファイナルシリーズ | セミファイナルシリーズ | セミファイナルシリーズ |
| ---------------------- | ---------------------- | ---------------------- | ---------------------- | ---------------------- | ---------------------- | ---------------------- | ---------------------- | ---------------------- | ---------------------- | ---------------------- | ---------------------- | ---------------------- | ---------------------- | ---------------------- | ---------------------- | ---------------------- | ---------------------- |
| 2019-20                | セガサミーフェニックス | 5                      | 67.5                   | 13.5                   | 58,900                 | 100%                   | 60.0%                  | 20.0%                  | 2.20                   | 1                      | 0                      | 2                      | 0                      | 2                      | 0                      | 0                      |                        |
| 2021-22                | セガサミーフェニックス | 5                      | 87.0                   | 17.4                   | 45,400                 | 100%                   | 60.0%                  | 20.0%                  | 2.10                   | 1                      | 1                      | 1                      | 0                      | 2                      | 0                      | 0                      |                        |
| セミファイナル通算     | セミファイナル通算     | 10                     | 154.5                  | 15.5                   | 58,900                 | 100%                   | 60.0%                  | 20.0%                  | 2.15                   | 2                      | 1                      | 3                      | 0                      | 4                      | 0                      | 0                      |                        |
| ファイナルシリーズ     |                        |                        |                        |                        |                        |                        |                        |                        |                        |                        |                        |                        |                        |                        |                        |                        |                        |
| 2019-20                | セガサミーフェニックス | 3                      | ▲102.6                 | ▲34.2                  | 36,700                 | 33.3%                  | 33.3%                  | 0%                     | 3.33                   | 0                      | 0                      | 1                      | 0                      | 0                      | 0                      | 2                      |                        |
| 2021-22                | セガサミーフェニックス | 5                      | 31.6                   | 6.3                    | 58,300                 | 80.0%                  | 60.0%                  | 20.0%                  | 2.40                   | 1                      | 0                      | 2                      | 0                      | 1                      | 0                      | 1                      |                        |
| ファイナル通算         | ファイナル通算         | 8                      | ▲71.0                  | ▲8.9                   | 58,300                 | 62.5%                  | 50.0%                  | 12.5%                  | 2.75                   | 1                      | 0                      | 3                      | 0                      | 1                      | 0                      | 3                      |                        |
| ポストシーズン通算     | ポストシーズン通算     | 18                     | 83.5                   | 4.6                    | 58,900                 | 83.3%                  | 50.0%                  | 16.7%                  | 2.47                   | 3                      | 1                      | 5                      | 0                      | 6                      | 0                      | 3                      |                        |

## 作品

### 映画
- 麻雀最強戦 the movie（2022年11月18日公開、マグネタイズ）監督:原澤遊風 解説:近藤誠一[30]

## 書籍

### 著書
- 最強雀士が語るデジタルの向こう側 大きく打ち、大きく勝つ麻雀（2017年10月31日、マイナビ出版）ISBN 978-4839963637
- 麻雀 理論と直感力の使い方（2021年3月10日、竹書房）ISBN 978-4-8019-2575-5
- 麻雀・トッププロ 近藤誠一の高打点打法 （著:土井泰昭、監修:近藤誠一）（2023年7月30日、マイナビ出版）ISBN 978-4839984298

### 関連本
- 「Mリーガーの素顔」（2023年12月5日 竹書房）著者:黒木真生 ※佐々木寿人・多井隆晴・滝沢和典・近藤誠一など活躍中のMリーガー14名の素顔を語る。ISBN 978-4801937987

## 出演
- モンド21麻雀プロリーグ（MONDO21）
- 熱闘！Mリーグ（AbemaTV）